# Ferran de Moradillo i Patxot
Ferran de Moradillo i de Patxot fou un polític català, diputat a les Corts Espanyoles durant la restauració borbònica.
Durant el sexenni democràtic fou membre del Partit Constitucional, amb el que fou elegit diputat per Figueres a les eleccions generals espanyoles de 1879. Posteriorment ingressà al Partit Liberal Fusionista i fou governador civil de la província de Girona entre febrer i setembre de 1881.